# Beginenhofbrücke

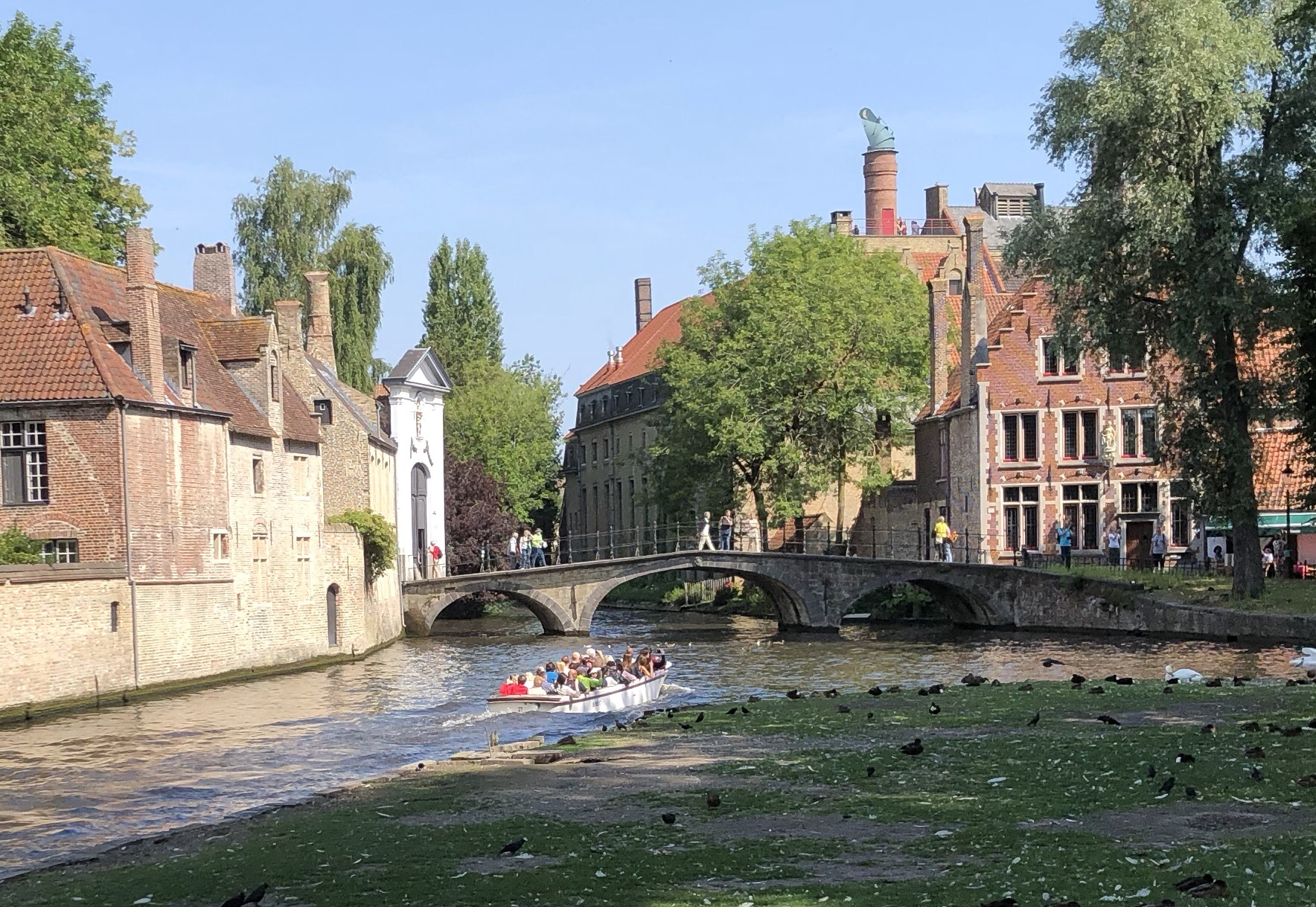
Beginenhofbrücke, Blick von Süden, 2019

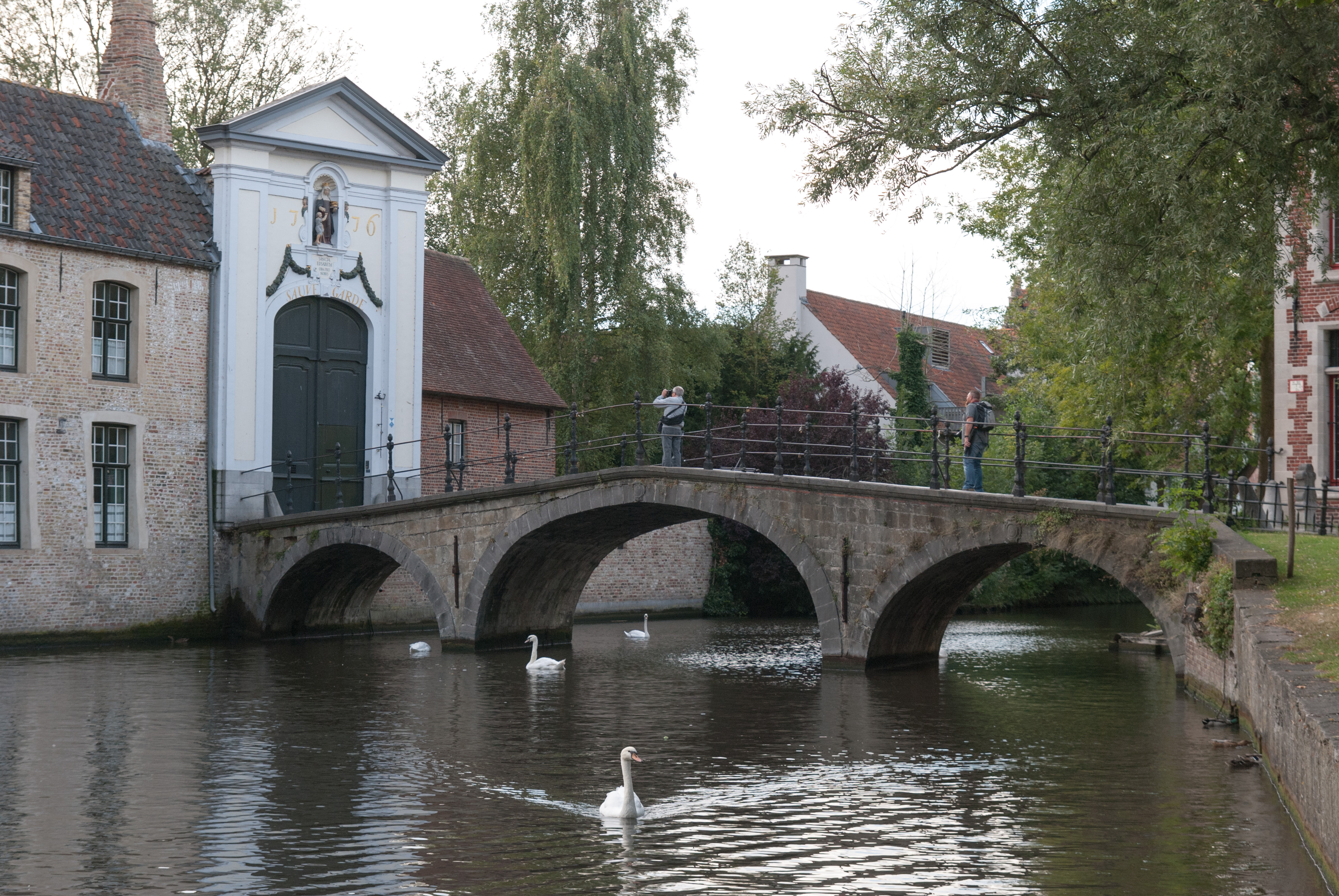
2012

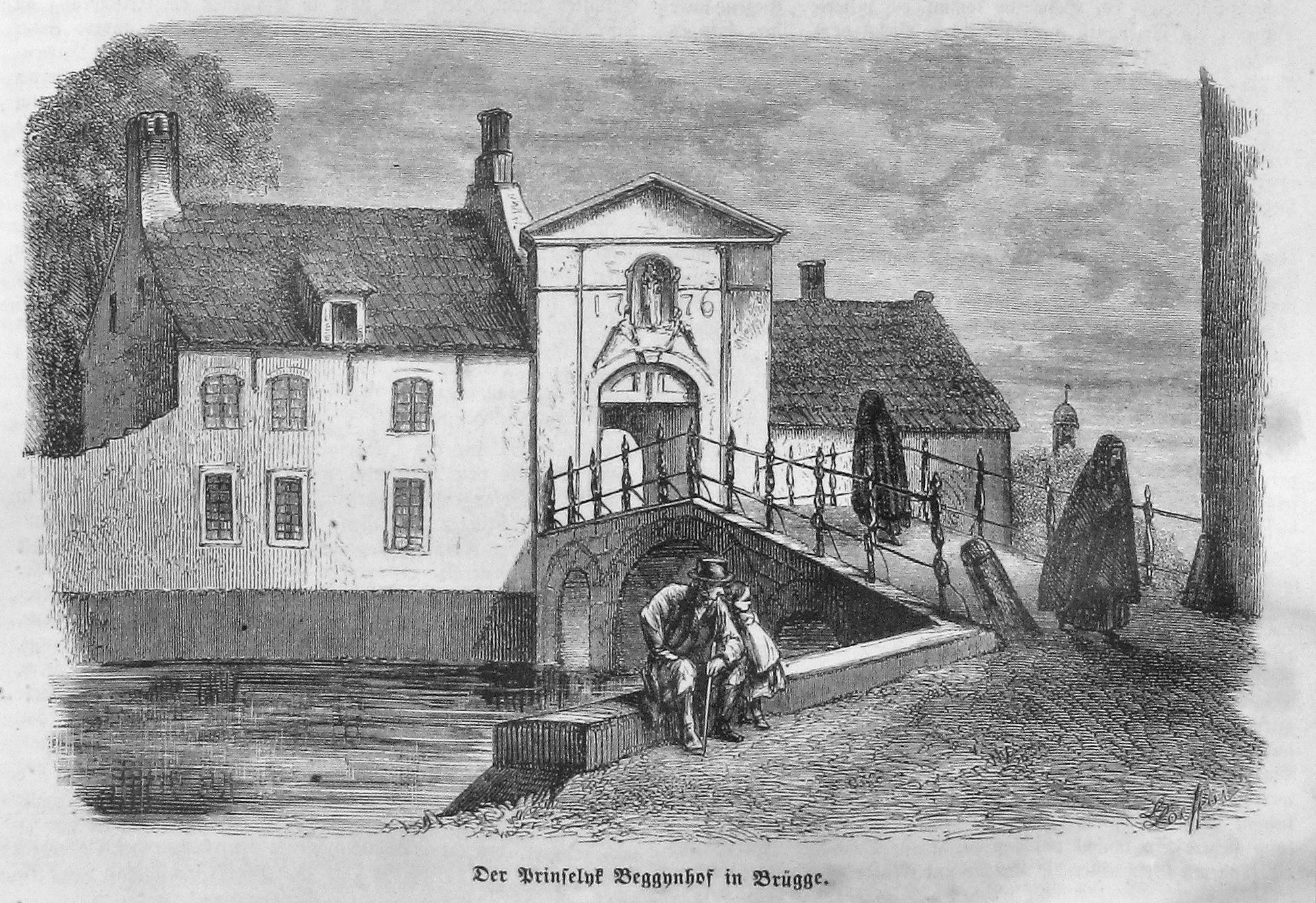
Darstellung von 1863

Die Beginenhofbrücke (niederländisch Begijnhofbrug), auch Weingartenbrücke (Wijngaardbrug), ist eine denkmalgeschützte Brücke in Brügge in Belgien.

## Lage
Sie befindet sich im südlichen Teil der Brügger Altstadt und überbrückt den Kanal Bakkersrei zum auf der Westseite gelegenen Beginenhof Brügge. Über die Brücke wird die Straße Begijnhof geführt. Auf der Westseite besteht das Beginenhoftor als Eingangstor zum Beginenhof, das nachts geschlossen wird. Dort befindet sich auch das Beginenhofmuseum.

## Architektur und Geschichte
Eine erste urkundliche Erwähnung der Brücke ist bereits aus dem Jahr 1297 überliefert. Zu diesem Zeitpunkt war die Brücke als Holzbrücke ausgeführt. 1692 erfolgte dann ein Neubau aus Stein. Das schmiedeeiserne Geländer wurde 1740 nach einem Entwurf von W. de Potter geschaffen. Es ist mit Darstellungen von Weinreben und -trauben verziert, die bezugnehmen auf die für den Beginenhof auch gebräuchliche Bezeichnung als Beginenhof zum Weinberg.
Die Brücke ist als dreiteilige Bogenbrücke aus Sandkalkstein ausgeführt. Auf dem Schlussstein befindet sich eine aus dem 18. Jahrhundert stammende Kartusche mit der Inschrift ANNO 1776. An der Brücke befindet sich darüber hinaus eine aus Blaustein gefertigte Grenzmarkierung.
Die Brücke gehört zum Denkmalbereich des Beginenhofs und wird außerdem seit dem 14. September 2009 als architektonisches Erbe geführt.

## Einzelnachweis
1. ↑  Begijnhofbrug (Beginenhofbrücke) auf www.visitbruges.be

Koordinaten: 51° 12′ 6,2″ N, 3° 13′ 26″ O